# 啟拉利39M衝鋒槍
啟拉力39M衝鋒槍（英語：Danuvia 39M）是帕爾·啟拉利在20世紀30年代末設計的匈牙利衝鋒槍，並在第二次世界大戰期間使用。

## 設計
多瑙河採用兩段式延遲反衝槍機，設計模式選擇開關是在機匣背面的圓形旋鈕，可旋轉成三種模式：E（Egyes）（半自動射擊）、S（Sorozat）（全自動）或Z（Zárt）（槍枝保險）。 拋殼口和拉機柄位於機匣的右側。 在拋殼口上方有一個坡道型瞄具，在槍管末端有一個瞄具。

## 流行文化
2021年—《應徵入伍》，作為軸心國科技樹上武器解鎖。